# Bracca flavitaenia
Bracca flavitaenia là một loài bướm đêm trong họ Geometridae.